# Cimpor
Die Cimpor oder Cimentos de Portugal SGPS, S.A. ist ein portugiesisches Unternehmen, das im Jahr 1976 in Lissabon gegründet wurde. Mit seinen Tochtergesellschaften beschäftigt es sich mit der Herstellung und dem Verkauf von Zement. Unternehmenssitz ist Lissabon. Cimpor ist heute Marktführer in Portugal, Tunesien und Mosambik, ein regionaler Marktführer in Spanien, Marokko und Ägypten sowie der drittgrößte Produzent in Brasilien.

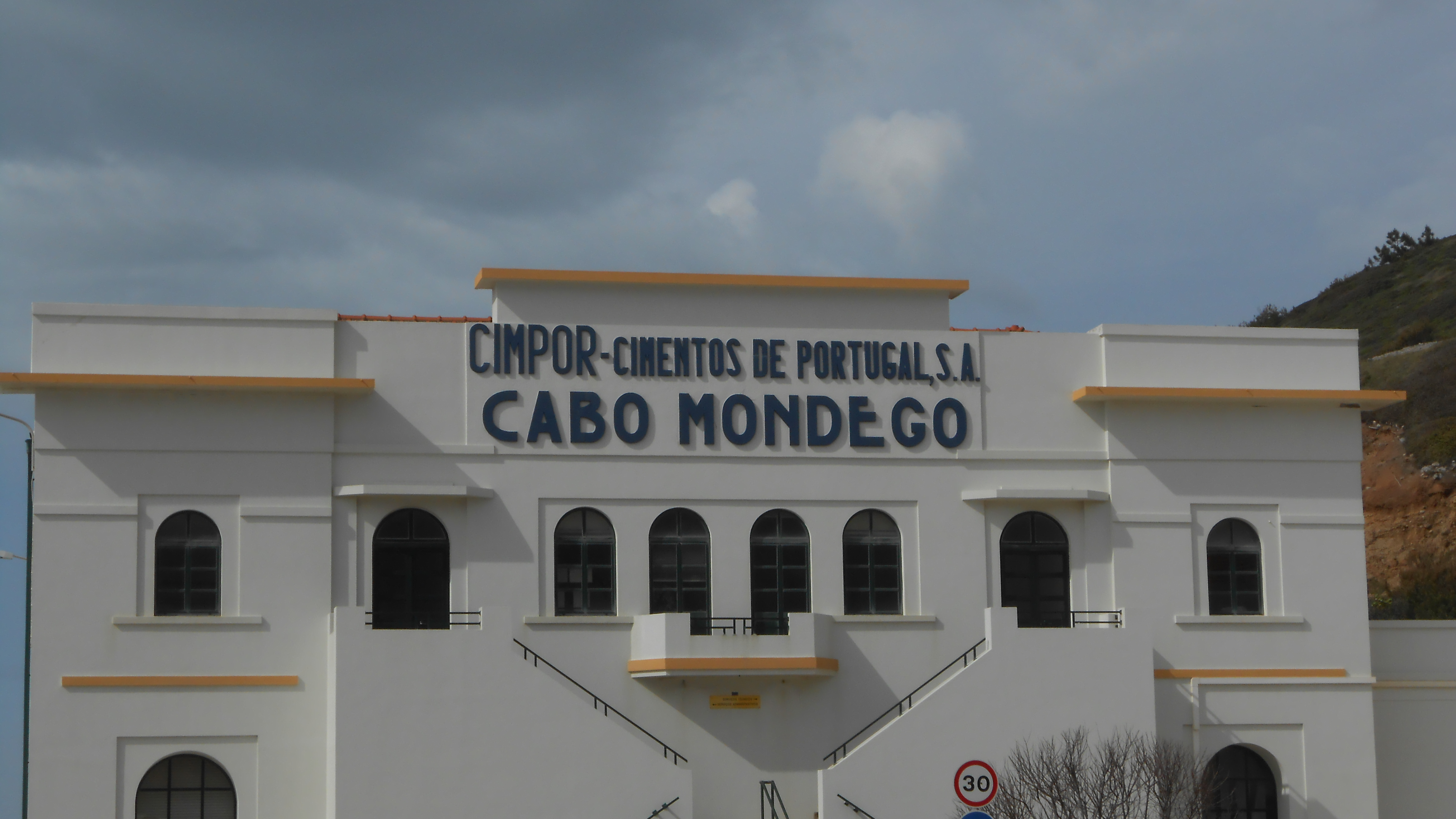
Das alte Werk am Cabo Mondego, Figueira da Foz

Die Zementwerke der Cimpor befinden sich in Portugal in Coimbra (Souselas), Vila Franca de Xira (Alhandra), Loulé und Figueira da Foz (Cabo Mondego).
Das weltweit agierende Unternehmen produziert Beton und Zuschlagstoffe, Beton- und Trockenmörtel und Aggregatwerkstoffe. Cimpor ist eine internationale Zementgruppe, die in insgesamt 13 Ländern tätig ist. Mit einer Produktionskapazität von 33,5 Millionen Tonnen belegt das Unternehmen weltweit den 10. Platz.
Die Cimpor ist als Holding organisiert und besteht aus drei Subholdings und einigen operativen Bereichen, die das Management der Gruppe unterstützen. Die Subholdings sind in die drei Hauptregionen unterteilt: Iberische Halbinsel (CIMPOR Portugal, SGPS, S.A.), Mittelmeergebiet (CIMPOR Internacional, SGPS, S.A.) und Lateinamerika und südliches Afrika (CIMPOR Investimentos, SGPS, S.A.).
Die Holding ist für die strategische Entwicklung, besonders in Hinsicht auf die internationale Tätigkeit des Unternehmens, und das Management der Geschäftsbereiche im Hinblick auf die finanziellen, technischen und menschlichen Ressourcen, zuständig. Die Geschäftsbereiche spielen eine wichtige Rolle bei der Definition der strategischen Vorgaben.
Cimpor will besonders international weiter Wachsen und sich die Unabhängigkeit von anderen Produzenten bewahren. Der Mittelpunkt des Unternehmens soll weiter in Portugal bleiben. Die strategischen Ziele des Unternehmens sind: Erhöhung des Marktanteils in bereits bestehenden Märkten; neue Übernahmen mit einem Hauptaugenmerk auf den Energiemärkten; Verbesserung der Kostenstruktur; erhöhte Produktivität und Investitionen in Forschung und Entwicklung.
Im Dezember 2023 erwarb Taiwan Cement einen 60%igen Anteil an dem Unternehmen für 480 Mio. Euro.